# Muhlenbergia michisensis
Muhlenbergia michisensis är en gräsart som beskrevs av Yolanda Herrera Arrieta och Paul M. Peterson. Muhlenbergia michisensis ingår i släktet muhlygräs, och familjen gräs. Inga underarter finns listade i Catalogue of Life.